# Franz Werner (Schriftsteller)
Franz Werner (* 11. Mai 1862 in Wladislawo, Kreis Schubin, Provinz Posen, Königreich Preußen; † nach 1916) war ein deutscher Lehrer und Heimatschriftsteller in der Provinz Posen.

## Leben und Wirken
Der Vater Martin Werner war Dorflehrer in der Provinz Posen. Franz Werner besuchte das Gymnasium in Bromberg bis zur Sekunda und danach das dortige Lehrerseminar.
Seit 1862 war er als Lehrer in den Dörfern Athanasienhof und Weißenhöhe tätig und ab 1884 in der Stadt Bromberg.
1916 lebte er in Groß Bartelsee bei Bromberg, sein weiteres Schicksal ist unbekannt.

## Literarisches Schaffen
Franz Werner veröffentlichte mehrere Romane, sowie Erzählungen, Briefe und Aufsätze,  auch in Zeitschriften. Darin schilderte er vor allem das Leben in Bromberg und dessen Umgebung, öfter mit detaillierten  topographischen Beschreibungen.  Er kritisierte auch die Benachteiligung der Stadt Bromberg durch die preußischen Behörden zu Gunsten der Provinzhauptstadt Posen.
- Heimatluft. Roman aus der Ostmark, 1903
- Heimatluft. Briefe aus der Ostmark, 1905
- Aus dem Nichts. Roman aus der Ostmark, 1906
- Wiedersehen. Briefe aus der Ostmark, 1907, 2. Auflage 1911
- Der Paddenhof, Roman, Dresden 1910

- Das Sachsenhaus. Ein Bromberger Roman, in Der Hausfreund. Tägliche Unterhaltungsbeilage der Ostdeutschen Rundschau und des Bromberger Tageblattes, Nr. 25, 1913
- Im Zölibat, Roman, 1916 (Im Cölibat?)